# Marcus Iunius Silanus (Konsul 46)
Marcus Iunius Silanus (* 14; † 54 in Achaea) war ein römischer Politiker des 1. Jahrhunderts n. Chr.
Marcus Iunius Silanus war der Sohn des Konsuls des Jahres 19, Marcus Iunius Silanus Torquatus, und der Aemilia Lepida. Seine Geschwister waren
- Decimus Iunius Silanus Torquatus,[2]
- Lucius Iunius Silanus (Prätor 48) und
- Iunia Calvina.
- Ob Iunia Lepida (Silani Torquati) oder eher Iunia Silana auch zu seinen Schwestern zählte, ist unsicher.[3]

Als Ururenkel des Augustus gehörte er zu den angesehensten Männern des römischen Reiches.
Wegen seiner Tatenlosigkeit wurde er von Caligula „das goldene Schaf“ genannt. Im Jahr 40 und zwischen den Jahren 43 und 54 ist er als Arvalbruder genannt.
Unter Claudius erlangte er 46 den ganzjährigen Konsulat, den er zunächst (Jan.–Feb.) zusammen mit Decimus Valerius Asiaticus ausübte, dann mit den Suffektkonsuln Camerinus Antistius Vetus (1.–14. März), Quintus Sulpicius Camerinus (15. März–Juni), Decimus Laelius Balbus (1. Juli–Aug./Sept.) und zuletzt mit Gaius Terentius Tullius Geminus (Sept./Okt.–Dez.). Im Jahr 54 war M. Iunius Silanus Prokonsul der Provinz Asia. Noch im selben Jahr wurde er „der erste unter Nero durch Agrippinas List Ermordete“. Cassius Dio zufolge vergifteten ihn Publius Celer(ius) und Helius, weil er ein Abkömmling des Augustus und zudem Nero charakterlich weit überlegen war und weil Agrippina wohl seine Rache für die Ermordung des Bruders Lucius fürchtete. Marcus Iunius Silanus hinterließ einen Sohn, Lucius Iunius Silanus Torquatus, der bei seiner Tante Iunia Lepida aufwuchs.